# Гуаикайпуро
Гуайкайпуро (исп. Guaicaipuro) — индейский венесуэльский вождь племён Текес и Каракас. Сегодня известен как Гуайкайпуро, хотя в документы того времени был занесён как Гуакайпуро.

## Жизнь
Гуаикайпуро сформировал мощную коалицию различных племён, которую он повёл в XVI веке против испанского завоевания венесуэльской территории в Центральном регионе страны, особенно в долине Каракас. В коалицию входили, в частности, касики Найгуаата, Гуайкамакуто, Чакао, Арамайпуро, Парамакони и его собственный сын Барута. Гуаикайпуро является одним из самых известных и знаменитых венесуэльских вождей. Площадь, занимаемая Текес, была заселена несколькими местными группами, каждая со своим собственным вождём. Племя Гуаикайпуро, расположенное на территории нынешнего Сан-Хосе-де-Лос-Альтос, было самым крупным. У него был сын Барута, который также был вождём. Известны имена двух его сестёр: Тиора и Кайкапе.
Испанцы обнаружили золото в области земель Текес и как только они начали разрабатывать рудники, Гуаикайпуро напал на них, заставив испанцев уйти. После нападения губернатор провинции Венесуэлы послал Хуана Родригеса Суареса усмирить область, что они и сделал после нескольких побед над Гуаикайпуро. Думая, что он выполнил свою задачу, испанский полководец и его солдаты покинули этот район, оставив шахтёров и трёх своих сыновей. После того, как испанские солдаты ушли, Гуаикайпуро напал на рудники, убив как всех шахтёров, так и сыновей Родригеса Суареса. Сразу после этого сам Родригес Суарес, который был на пути в город Валенсия с маленьким отрядом из шести солдат с целью встретить Лопе де Агирре, другого испанского конкистадора, попал в засаду Гуаикайпуро и был убит.
После этих успехов Гуаикайпуро стал главной и центральной фигурой в восстании всех местных племён в окрестностях долины Каракаса, и ему удалось объединить все племена под своим командованием. В 1562 году они победили экспедиционный корпус во главе с Луисом Нарваесом. Из-за ожесточённых атак испанцы отступили от области на несколько лет.
В 1567 году в долине Каракас был основан город Сантьяго-де-Леон-де-Каракас. Испанцы, беспокоясь о наличии поблизости Гуаикайпуро и его людей, а также учитывая прошлые результаты атак, решили не ждать атаки от него, и, в качестве превентивного хода, Диего де Лосада (основатель Каракаса) приказал мэру города Франциско Инфанте провести захват Гуаикайпуро. В 1568 Инфанте и его люди с индейскими проводниками были проведены к хижине, где жил Гуаикайпуро, и подожгли её, чтобы заставить вождя выйти. Гуаикайпуро вышел и нашёл смерть от рук испанских солдат.

## Наследие
Округ Гуаикайпуро в штате Миранда (Венесуэла) был назван в его честь. Позже округ был преобразован в муниципалитет Гуаикайпуро.
Среди новой политики, начатой бывшим президентом Уго Чавесом, переоценка и оценка роли индейских вождей Венесуэлы и её коренных народов в истории, которому традиционно должно уделяться больше внимания, чем испанским конкистадорам, останки Гуаикайпуро были символически захоронены (его останки так и не были найдены) с почётной церемонией в Национальном пантеоне 8 декабря 2001 года.
При той же новой политикой президент Чавес часто упоминал Гуаикайпуро и других туземных вождей в своих выступлениях с целью вдохновлять венесуэльцев сопротивляться тому, что он называл политикой американских империалистов и интервентов, направленной против Венесуэлы. В частности, он делал это каждый год на праздник 12 октября, который несколько лет назад с Диа де Ла Раза (ранее День открытия Америки), недавно был переименован в Диа де ла Ресистенсиа Индигена (День Сопротивления Коренных Народов).
Правительство Венесуэлы назвало одну из своих текущих Боливарианских миссий «Миссией Гуаикайпуро»; данная программа направлена на восстановление общей собственности на землю и прав человека для до сих пор остающихся 33 коренных племен Венесуэлы.